# World Doubles Championships 1992
Il World Doubles Championships 1992 è stato un torneo di tennis femminile che si è giocato al Saddlebrook Golf & Tennis Resort di Wesley Chapel negli USA dal 26 al 29 marzo su campi in terra rossa. È stata la 17ª edizione del torneo.

## Campionesse

### Doppio
Jana Novotná /  Larisa Neiland hanno battuto in finale  Arantxa Sánchez Vicario /  Nataša Zvereva con il punteggio di 6–4, 6–2